# Fleur de fougère (film)
Pour les articles homonymes, voir Fleur de fougère.
Pour plus de détails, voir Fiche technique et Distribution.
Fleur de fougère est un court métrage d'animation français réalisé par Ladislas Starewitch réalisé en 1949.

## Synopsis
Jeannot, un jeune garçon vivant à la campagne avec sa mère et son grand-père, s'aventure dans la forêt la nuit de la Saint-Jean pour cueillir une fleur de fougère avant le chant du coq.

## Fiche technique
- Titre : Fleur de fougère
- Réalisation : Ladislas Starewitch et Irène Starewitch
- Scénario : Ladislas Starewitch et Irène Starewitch
- Animation : Ladislas Starewitch et Irène Starewitch
- Musique : Daniel Lesur
- Son : R. Louge
- Direction d'orchestre : A. Girard
- Direction artistique : Alexandre Kamenka
- Date de sortie : 1949
- Durée : 23 minutes

## Récompense
- Prix du meilleur film pour enfants à la biennale de Venise en 1950